# Genostele fornicata
Genostele fornicata är en fjärilsart som beskrevs av Edward Meyrick 1920. Genostele fornicata ingår i släktet Genostele och familjen Plutellidae. Inga underarter finns listade i Catalogue of Life.